# نزار المصطفى لدين الله
أَبُو مَنْصُور نِزَار المُصطفَى لدِينِ الله بْنِ معد المُستَنصِر بالله (1045 - 1095) هو ابن الخَلِيفَة المستنصر بالله الفاطمي وهو الإِمام التَاسِع عَشر بالنِسبة للشِيعة الإِسماعِيلِية النِزارية.
وضِع في السِجن بأمر مِن أخِيه المُستَعلي بالله بَينما فَرَ ابنُه عَلي الهَادي بالله إلى قَلعة ألموت وحَصَل على دَعمِ الحَشَّاشِين الذينَ اعتَبروا أنفُسَهم الجِناح العَسكَري للدَعوة النِزارية.
مَاتَ نِزار في السِجن وانتَقلت الإِمَأمة لإبنِه الهَادي، واستَمرَت في نَسله وأتباعُه يُسمَّون اليَوم بالنِزارية أو الآغاخانِية.
| قبله: المستنصر بالله الفاطمي | أئمة الإسماعيلية النزارية | بعده: علي الهادي بالله ونسله حتى الإمام السادس والأربعين أغاخان الأول |